# Aston Villa Football Club 2004-2005
Questa voce raccoglie le informazioni riguardanti l'Aston Villa Football Club nelle competizioni ufficiali della stagione 2004-2005.

## Stagione
Nella stagione 2004-05 l'Aston Villa raggiunse la decima posizione in Premier League. 
Capocannoniere della stagione furono Juan Pablo Ángel e Solano con 9 goal ciascuno

## Rosa
| N. |                        | Ruolo | Calciatore          |
| -- | ---------------------- | ----- | ------------------- |
| 1  | Danimarca (bandiera)   | P     | Thomas Sørensen     |
| 2  | Galles (bandiera)      | D     | Mark Delaney        |
| 3  | Inghilterra (bandiera) | D     | Jlloyd Samuel       |
| 4  | Svezia (bandiera)      | D     | Olof Mellberg       |
| 5  | Danimarca (bandiera)   | D     | Martin Laursen      |
| 6  | Inghilterra (bandiera) | C     | Gareth Barry        |
| 7  | Inghilterra (bandiera) | C     | Lee Hendrie         |
| 8  | Inghilterra (bandiera) | C     | Gavin McCann        |
| 9  | Colombia (bandiera)    | A     | Juan Pablo Ángel    |
| 10 | Inghilterra (bandiera) | A     | Darius Vassell      |
| 11 | Perù (bandiera)        | C     | Nolberto Solano     |
| 12 | Germania (bandiera)    | C     | Thomas Hitzlsperger |
| 13 | Paesi Bassi (bandiera) | P     | Stefan Postma       |

| N. |                             | Ruolo | Calciatore         |
| -- | --------------------------- | ----- | ------------------ |
| 14 | Camerun (bandiera)          | C     | Eric Djemba-Djemba |
| 15 | Ecuador (bandiera)          | D     | Ulises de la Cruz  |
| 16 | Francia (bandiera)          | D     | Mathieu Berson     |
| 17 | Inghilterra (bandiera)      | C     | Pete Whittingham   |
| 18 | Inghilterra (bandiera)      | A     | Carlton Cole       |
| 19 | Inghilterra (bandiera)      | D     | Liam Ridgewell     |
| 20 | Rep. Ceca (bandiera)        | D     | Václav Drobný      |
| 23 | Inghilterra (bandiera)      | A     | Stefan Moore       |
| 24 | Irlanda del Nord (bandiera) | C     | Steven Davis       |
| 25 | Irlanda (bandiera)          | P     | Wayne Henderson    |
| 31 | Inghilterra (bandiera)      | A     | Luke Moore         |
|    | Inghilterra (bandiera)      | A     | James O'Connor     |

## Statistiche

### Statistiche di squadra
| Competizione        | Punti | In casa | In casa | In casa | In casa | In casa | In casa | In trasferta | In trasferta | In trasferta | In trasferta | In trasferta | In trasferta | Totale | Totale | Totale | Totale | Totale | Totale | DR |
| Competizione        | Punti | G       | V       | N       | P       | Gf      | Gs      | G            | V            | N            | P            | Gf           | Gs           | G      | V      | N      | P      | Gf     | Gs     | DR |
| ------------------- | ----- | ------- | ------- | ------- | ------- | ------- | ------- | ------------ | ------------ | ------------ | ------------ | ------------ | ------------ | ------ | ------ | ------ | ------ | ------ | ------ | -- |
| Premier League      | 47    | 19      | 8       | 6       | 5       | 26      | 17      | 19           | 4            | 5            | 10           | 19           | 35           | 38     | 12     | 11     | 15     | 45     | 52     | -7 |
| FA Cup              | -     | 0       | 0       | 0       | 0       | 0       | 0       | 1            | 0            | 0            | 1            | 1            | 3            | 1      | 0      | 0      | 1      | 1      | 3      | -2 |
| Football League Cup | -     | 1       | 1       | 0       | 0       | 3       | 1       | 1            | 0            | 0            | 1            | 1            | 3            | 2      | 1      | 0      | 1      | 4      | 4      | 0  |
| Totale              | -     | 20      | 9       | 6       | 5       | 29      | 18      | 21           | 4            | 5            | 12           | 21           | 41           | 41     | 13     | 11     | 17     | 50     | 59     | -9 |